# GoPro Indy Grand Prix of Sonoma 2012
Der GoPro Indy Grand Prix of Sonoma 2012 fand am 26. August auf dem Sonoma Raceway in Sonoma, Kalifornien, Vereinigte Staaten statt und war das 13. Rennen der IndyCar-Series-Saison 2012.

## Meldeliste
Alle Teams und Fahrer verwendeten das Chassis Dallara DW12 mit einem Aero-Kit von Dallara und Reifen von Firestone.
| Team                                   | Nr. | Fahrer              | Motor     |
| -------------------------------------- | --- | ------------------- | --------- |
| Team Penske                            | 02  | Ryan Briscoe        | Chevrolet |
| Team Penske                            | 03  | Hélio Castroneves   | Chevrolet |
| Team Penske                            | 12  | Will Power          | Chevrolet |
| Panther Racing                         | 04  | J. R. Hildebrand    | Chevrolet |
| KV Racing Technology                   | 05  | E. J. Viso          | Chevrolet |
| KV Racing Technology                   | 08  | Rubens Barrichello  | Chevrolet |
| Dragon Racing                          | 06  | Katherine Legge     | Chevrolet |
| Dragon Racing                          | 07  | Sébastien Bourdais  | Chevrolet |
| Target Chip Ganassi Racing             | 09  | Scott Dixon         | Honda     |
| Target Chip Ganassi Racing             | 10  | Dario Franchitti    | Honda     |
| KV Racing Technology w/SH              | 11  | Tony Kanaan         | Chevrolet |
| A. J. Foyt Enterprises                 | 14  | Mike Conway         | Honda     |
| Rahal Letterman Lanigan                | 15  | Takuma Satō         | Honda     |
| Andretti Autosport                     | 17  | Sebastian Saavedra  | Chevrolet |
| Andretti Autosport                     | 26  | Marco Andretti      | Chevrolet |
| Andretti Autosport                     | 27  | James Hinchcliffe   | Chevrolet |
| Andretti Autosport                     | 28  | Ryan Hunter-Reay    | Chevrolet |
| Dale Coyne Racing                      | 18  | Justin Wilson       | Honda     |
| Dale Coyne Racing                      | 19  | James Jakes         | Honda     |
| Ed Carpenter Racing                    | 20  | Ed Carpenter        | Chevrolet |
| Panther/Dreyer & Reinbold Racing       | 22  | Oriol Servià        | Chevrolet |
| Service Central Chip Ganassi Racing    | 38  | Graham Rahal        | Honda     |
| Sarah Fisher Hartman Racing            | 67  | Josef Newgarden     | Honda     |
| Schmidt Hamilton Motorsports           | 77  | Simon Pagenaud      | Honda     |
| Lotus-HVM Racing                       | 78  | Simona de Silvestro | Lotus     |
| Novo Nordisk Chip Ganassi Racing       | 83  | Charlie Kimball     | Honda     |
| Bryan Herta Autosport w/Curb-Agajanian | 98  | Alex Tagliani       | Honda     |

Quelle:

## Klassifikationen

### Qualifying
| Pos. | Fahrer              | Team                                   | Fahrzeug          | Gruppe 1  | Gruppe 2  | Top 12    | FF6       | Start |
| ---- | ------------------- | -------------------------------------- | ----------------- | --------- | --------- | --------- | --------- | ----- |
| 01   | Will Power          | Team Penske                            | Dallara-Chevrolet | —         | 1:17,7803 | 1:17,5831 | 1:17,2709 | 01    |
| 02   | Ryan Briscoe        | Team Penske                            | Dallara-Chevrolet | 1:17,5515 | —         | 1:17,5378 | 1:17,4347 | 02    |
| 03   | Sébastien Bourdais  | Dragon Racing                          | Dallara-Chevrolet | 1:18,3752 | —         | 1:17,8703 | 1:17,7497 | 03    |
| 04   | Hélio Castroneves   | Team Penske                            | Dallara-Chevrolet | 1:18,3443 | —         | 1:18,0800 | 1:18,1090 | 04    |
| 05   | Scott Dixon         | Target Chip Ganassi Racing             | Dallara-Honda     | —         | 1:18,7821 | 1:18,0320 | 1:18,2126 | 05    |
| 06   | Dario Franchitti    | Target Chip Ganassi Racing             | Dallara-Honda     | 1:18,0587 | —         | 1:18,3186 | 1:18,3462 | 06    |
| 07   | Ryan Hunter-Reay    | Andretti Autosport                     | Dallara-Chevrolet | —         | 1:18,4089 | 1:18,3355 | —         | 07    |
| 08   | Alex Tagliani       | Bryan Herta Autosport w/Curb-Agajanian | Dallara-Honda     | —         | 1:18,5521 | 1:18,4168 | —         | 08    |
| 09   | Simon Pagenaud      | Schmidt Hamilton Motorsports           | Dallara-Honda     | —         | 1:18,5288 | 1:18,4334 | —         | 09    |
| 10   | Justin Wilson       | Dale Coyne Racing                      | Dallara-Honda     | 1:18,7370 | —         | 1:18,6258 | —         | 20    |
| 11   | James Hinchcliffe   | Andretti Autosport                     | Dallara-Chevrolet | 1:18,8669 | —         | 1:18,7885 | —         | 10    |
| 12   | Rubens Barrichello  | KV Racing Technology                   | Dallara-Chevrolet | —         | 1:18,8177 | 1:18,9788 | —         | 11    |
| 13   | Sebastian Saavedra  | Andretti Autosport                     | Dallara-Chevrolet | 1:18,8918 | —         | —         | —         | 23    |
| 14   | Marco Andretti      | Andretti Autosport                     | Dallara-Chevrolet | —         | 1:18,8925 | —         | —         | 12    |
| 15   | Graham Rahal        | Service Central Chip Ganassi Racing    | Dallara-Honda     | 1:18,8981 | —         | —         | —         | 13    |
| 16   | Mike Conway         | A. J. Foyt Enterprises                 | Dallara-Honda     | —         | 1:18,9048 | —         | —         | 14    |
| 17   | J. R. Hildebrand    | Panther Racing                         | Dallara-Chevrolet | 1:19,0931 | —         | —         | —         | 15    |
| 18   | Tony Kanaan         | KV Racing Technology w/SH              | Dallara-Chevrolet | —         | 1:18,9475 | —         | —         | 16    |
| 19   | E. J. Viso          | KV Racing Technology                   | Dallara-Chevrolet | 1:19,3953 | —         | —         | —         | 17    |
| 20   | Oriol Servià        | Panther/Dreyer & Reinbold Racing       | Dallara-Chevrolet | —         | 1:18,9672 | —         | —         | 18    |
| 21   | Katherine Legge     | Dragon Racing                          | Dallara-Chevrolet | 1:19,6414 | —         | —         | —         | 19    |
| 22   | Charlie Kimball     | Novo Nordisk Chip Ganassi Racing       | Dallara-Honda     | —         | 1:19,0262 | —         | —         | 21    |
| 23   | Josef Newgarden     | Sarah Fisher Hartman Racing            | Dallara-Honda     | 1:19,7468 | —         | —         | —         | 22    |
| 24   | Takuma Satō         | Rahal Letterman Lanigan                | Dallara-Honda     | —         | 1:19,2821 | —         | —         | 26    |
| 25   | Simona de Silvestro | Lotus-HVM Racing                       | Dallara-Lotus     | 1:20,2295 | —         | —         | —         | 27    |
| 26   | James Jakes         | Dale Coyne Racing                      | Dallara-Honda     | —         | 1:19,5152 | —         | —         | 24    |
| 27   | Ed Carpenter        | Ed Carpenter Racing                    | Dallara-Chevrolet | —         | 1:19,6837 | —         | —         | 25    |

Anmerkungen
1. ↑  Justin Wilson wurde aufgrund eines vorzeitigen Motorenwechsels um 10 Positionen nach hinten versetzt.
2. ↑  Sebastian Saavedra wurde aufgrund eines vorzeitigen Motorenwechsels um 10 Positionen nach hinten versetzt.
3. ↑  Takuma Satō wurde aufgrund des Überschreitens des Motorenlimits (der sechste von fünf erlaubten) um 10 Positionen nach hinten versetzt.
4. ↑  Simona de Silvestro wurde aufgrund des Überschreitens des Motorenlimits (der siebte von fünf erlaubten) um 10 Positionen nach hinten versetzt.

Quellen: 

### Rennen
| Pos. | Fahrer              | Team                                   | Fahrzeug          | Runden | Zeit         | Start | Führungsrunden |
| ---- | ------------------- | -------------------------------------- | ----------------- | ------ | ------------ | ----- | -------------- |
| 01   | Ryan Briscoe        | Team Penske                            | Dallara-Chevrolet | 85     | 2:07:02,8248 | 02    | 27             |
| 02   | Will Power          | Team Penske                            | Dallara-Chevrolet | 85     | + 0,4408     | 01    | 57             |
| 03   | Dario Franchitti    | Target Chip Ganassi Racing             | Dallara-Honda     | 85     | + 1,0497     | 06    | 0              |
| 04   | Rubens Barrichello  | KV Racing Technology                   | Dallara-Chevrolet | 85     | + 8,8529     | 11    | 0              |
| 05   | Graham Rahal        | Service Central Chip Ganassi Racing    | Dallara-Honda     | 85     | + 9,4667     | 13    | 0              |
| 06   | Hélio Castroneves   | Team Penske                            | Dallara-Chevrolet | 85     | + 11,2575    | 04    | 0              |
| 07   | Simon Pagenaud      | Schmidt Hamilton Motorsports           | Dallara-Honda     | 85     | + 12,3087    | 09    | 0              |
| 08   | J. R. Hildebrand    | Panther Racing                         | Dallara-Chevrolet | 85     | + 22,8121    | 15    | 0              |
| 09   | Alex Tagliani       | Bryan Herta Autosport w/Curb-Agajanian | Dallara-Honda     | 85     | + 39,6868    | 08    | 0              |
| 10   | Tony Kanaan         | KV Racing Technology w/SH              | Dallara-Chevrolet | 84     | + 1 Runde    | 16    | 0              |
| 11   | Justin Wilson       | Dale Coyne Racing                      | Dallara-Honda     | 84     | + 1 Runde    | 20    | 0              |
| 12   | James Jakes         | Dale Coyne Racing                      | Dallara-Honda     | 84     | + 1 Runde    | 24    | 0              |
| 13   | Scott Dixon         | Target Chip Ganassi Racing             | Dallara-Honda     | 84     | + 1 Runde    | 05    | 0              |
| 14   | Mike Conway         | A. J. Foyt Enterprises                 | Dallara-Honda     | 84     | + 1 Runde    | 14    | 0              |
| 15   | Sebastian Saavedra  | Andretti Autosport                     | Dallara-Chevrolet | 84     | + 1 Runde    | 23    | 0              |
| 16   | E. J. Viso          | KV Racing Technology                   | Dallara-Chevrolet | 84     | + 1 Runde    | 17    | 0              |
| 17   | Simona de Silvestro | Lotus-HVM Racing                       | Dallara-Lotus     | 84     | + 1 Runde    | 27    | 0              |
| 18   | Ryan Hunter-Reay    | Andretti Autosport                     | Dallara-Chevrolet | 84     | + 1 Runde    | 07    | 01             |
| 19   | Oriol Servià        | Panther/Dreyer & Reinbold Racing       | Dallara-Chevrolet | 84     | + 1 Runde    | 18    | 0              |
| 20   | Ed Carpenter        | Ed Carpenter Racing                    | Dallara-Chevrolet | 84     | + 1 Runde    | 25    | 0              |
| 21   | Charlie Kimball     | Novo Nordisk Chip Ganassi Racing       | Dallara-Honda     | 82     | + 3 Runden   | 21    | 0              |
| 22   | Sébastien Bourdais  | Dragon Racing                          | Dallara-Chevrolet | 63     | DNF          | 03    | 0              |
| 23   | Josef Newgarden     | Sarah Fisher Hartman Racing            | Dallara-Honda     | 62     | DNF          | 22    | 0              |
| 24   | Katherine Legge     | Dragon Racing                          | Dallara-Chevrolet | 48     | DNF          | 19    | 0              |
| 25   | Marco Andretti      | Andretti Autosport                     | Dallara-Chevrolet | 46     | DNF          | 12    | 0              |
| 26   | James Hinchcliffe   | Andretti Autosport                     | Dallara-Chevrolet | 35     | DNF          | 10    | 0              |
| 27   | Takuma Satō         | Rahal Letterman Lanigan                | Dallara-Honda     | 02     | DNF          | 26    | 0              |

Quellen: 

#### Führungsabschnitte
| Abschnitt | Runden | Fahrer           |
| --------- | ------ | ---------------- |
| 1         | 1–17   | Will Power       |
| 2         | 18–19  | Ryan Briscoe     |
| 3         | 20     | Ryan Hunter-Reay |
| 4         | 21–40  | Will Power       |
| 5         | 41–43  | Ryan Briscoe     |
| 6         | 44–63  | Will Power       |
| 7         | 64–85  | Ryan Briscoe     |

Quellen: 

#### Gelbphasen
| Nr. | Dauer | Runden | Grund für Gelbphase                                                   |
| --- | ----- | ------ | --------------------------------------------------------------------- |
| 1   | 65–73 | 9      | Kontakt: Sébastien Bourdais (#7) und Josef Newgarden (#67) in Kurve 8 |
| 2   | 75–76 | 2      | Kontakt: Ryan Hunter-Reay (#28) und Alex Tagliani (#98) in Kurve 7    |

Quellen: 

## Punktestände nach dem Rennen

### Fahrerwertung
Die Punktevergabe wird hier erläutert.
| Pos. | Fahrer            | Punkte |
| ---- | ----------------- | ------ |
| 01.  | Will Power        | 422    |
| 02.  | Ryan Hunter-Reay  | 386    |
| 03.  | Hélio Castroneves | 381    |
| 04.  | Scott Dixon       | 368    |
| 05.  | Simon Pagenaud    | 337    |
| 06.  | Tony Kanaan       | 327    |
| 07.  | James Hinchcliffe | 326    |
| 08.  | Ryan Briscoe      | 317    |
| 09.  | Dario Franchitti  | 306    |
| 10.  | Graham Rahal      | 286    |
| 11.  | J. R. Hildebrand  | 257    |
| 12.  | Justin Wilson     | 253    |

| Pos. | Fahrer             | Punkte |
| ---- | ------------------ | ------ |
| 13.  | Oriol Servià       | 249    |
| 14.  | Rubens Barrichello | 247    |
| 15.  | Takuma Satō        | 243    |
| 16.  | Marco Andretti     | 237    |
| 17.  | Alex Tagliani      | 236    |
| 18.  | Charlie Kimball    | 228    |
| 19.  | Mike Conway        | 219    |
| 20.  | E. J. Viso         | 212    |
| 21.  | James Jakes        | 202    |
| 22.  | Ed Carpenter       | 199    |
| 23.  | Josef Newgarden    | 186    |
| 24.  | Sébastien Bourdais | 161    |

| Pos. | Fahrer              | Punkte |
| ---- | ------------------- | ------ |
| 25.  | Simona de Silvestro | 160    |
| 26.  | Katherine Legge     | 115    |
| 27.  | Sebastian Saavedra  | 29     |
| 28.  | Ana Beatriz         | 28     |
| 29.  | Townsend Bell       | 26     |
| 30.  | Giorgio Pantano     | 16     |
| 31.  | Michel Jourdain jr. | 16     |
| 32.  | Bryan Clauson       | 13     |
| 33.  | Wade Cunningham     | 13     |
| 34.  | Jean Alesi          | 13     |

### Herstellerwertung
| Pos. | Hersteller | Punkte |
| ---- | ---------- | ------ |
| 1.   | Chevrolet  | 105    |
| 2.   | Honda      | 90     |
| 3.   | Lotus      | 52     |